# Антиспермальные антитела
Антисперма́льные антитела́ — антитела, вырабатываемые организмом человека к антигенам сперматозоидов. Основными причинами появления антиспермальных антител являются: травмы мошонки, варикоцеле, онкологические заболевания половой сферы, непроходимость семявыносящих путей, крипторхизм, хирургические операции, инфекции, простатит, незащищённый анальный секс.
Антиспермальные антитела АСА (АСАТ) являются иммуноглобулинами IgG, IgA и/или IgM, которые направлены против антигенов сперматозоидов.
АСА были обнаружены в сыворотке бесплодных мужчин в 1954 году Рамком и Вильсоном. АСА могут обнаруживаться у одного или обоих половых партнёров в различных средах (эякуляте, цервикальной слизи, фолликулярной жидкости, сыворотке крови).

## Введение
Антиспермальные антитела считались причиной бесплодия, по разным исследованиям, у 10—30 % бесплодных пар. Нарушения гемато-тестикулярного барьера, такие как инфекции, травмы или оперативные вмешательства, могут инициировать проникновение циркулирующих иммунных клеток в мужской генитальный тракт и делать доступной сперму для иммунной системы. Когда это происходит, супрессорная активность Т-клеток может подавляться преимущественно продукцией антител к антигенам спермы. У прошедших вазоэктомию носительство АСА повышается от 40 до 70 %. Как у мужчин, так и у женщин действие АСА направлено против поверхностных антигенов сперматозоида. АСА нарушают процессы транспорта через цервикальную слизь, изменяют течение акросомной реакции, вызывают фрагментацию ДНК, высвобождают цитокины, влияющие на функции сперматозоидов, и нарушают процессы оплодотворения, имплантации и развития эмбриона.
Исследуется использование иммунизации против сперматозоидов (АСА) для сокращения популяции (депопуляции) диких животных. Попытки создать противозачаточную вакцину с АСА не увенчались успехом из-за недостаточного контрацептивного эффекта, при этом возможны прерывание беременности, патологии развития и другие побочные эффекты от АСА. Одновременно, в моделях на животных были достигнуты некоторые успехи. 40—45 % проституток позитивны на АСА.
Существуют противоречивые данные о связи гомосексуального анального секса с распространённостью антиспермальных антител. С одной стороны, исследования, проведённые на животных, показали, что ректальное введение спермы вызывает образование антиспермальных антител у кроликов. Кроме того, в одном исследовании была обнаружена повышенная распространённость антиспермальных антител у гомосексуальных мужчин, обратившихся с подозрением на сифилис, по сравнению с пациентами с андрологическими и дерматологическими заболеваниями. В другом исследовании была обнаружена высокая распространённость антиспермальных антител у гомосексуальных мужчин, набранных из клиники для больных ВИЧ, АСА были обнаружены только у гомосексуалов, практиковавших анальный секс. Несмотря на отсутствие группы сравнения, набранной из здоровой фертильной популяции, авторы заявили, что анальный секс может быть фактором риска образования АСА. Однако есть и исследование, не обнаружившее повышенных титров АСА у гомосексуальных мужчин по сравнению с гетеросексуальными. В то время как в одних обзорах литературы содержатся утверждения о повышенной распространённости АСА у гомосексуальных мужчин, в других сделан вывод о нехватке доказательств для признания гомосексуальности фактором риска формирования АСА.
Влияние АСА на фертильность подтверждена у крупного рогатого скота и домашних животных. Ведущими факторами снижения фертильности у мужчин с АСА являются функциональные нарушения сперматозоидов: преждевременная гиперактивация, повышенная и/или отсутствующая АР и повышенная фрагментация ДНК. Патогенез патоспермии при иммунном бесплодии связан с оксидативным стрессом. У мужчин лучше определять антиспермальные антитела в сперме, выполняя MAR-тест. Определение АСА в плазме крови является дополнением к анализу спермы. Наиболее важным является определение IgG, так как они проходят через биологические барьеры, и IgA. Одним из методов диагностики иммунологических форм бесплодия, связанных с выработкой АСА являются посткоитальный тест. Самая частая причина отрицательного посткоитального теста является наличие АСА в сперме (мужской фактор бесплодия), а не в шейке матки.

## Причины образования антиспермальных антител
Причинами образования антиспермальных антител у мужчин являются следующие факторы: травмы и операции, варикоцеле, инфекции, простатит, онкология.
Факторами, способствующими образованию антиспермальных антител у женщин, являются: нарушение целостности слизистых оболочек, сперматозоиды партнера с АСА, попытки экстракорпорального оплодотворения в прошлом, инфекции.

## Влияние на процессы репродукции
Образование в организме антиспермальных антител негативно влияет на процессы репродукции человека: снижение подвижности сперматозоидов, нарушение проникновения в цервикальную слизь, влияние на капацитацию и акросомальную реакцию, нарушение процесса оплодотворения, влияние на процесс имплантации.

## Методы лечения
Для лечения бесплодных мужчин с повышенным уровнем АСА и плохими основными параметрами спермограммы может применяться витамин D3 + дексаметазон. Однако имеются данные, свидетельствующие о том, что использование системного лечения кортикостероидами для иммуносупрессии и уменьшения продукции АСА является относительно неэффективным.